# Osádka
Osádka (em húngaro: Oszádka) é um município da Eslováquia, situado no distrito de Dolný Kubín, na região de Žilina. Tem 4,08 km² de área e sua população em 2018 foi estimada em 161 habitantes.

## Demografia
| Ano:        | 1994 | 2004    | 2014   | 2024    |
| ----------- | ---- | ------- | ------ | ------- |
| Broj ljudi: | 157  | 140     | 141    | 175     |
| Razlika:    |      | -10,82% | +0,71% | +24,11% |

| Ano:               | 2023 | 2024   |
| ------------------ | ---- | ------ |
| Número de pessoas: | 176  | 175    |
| Diferença:         |      | -0,56% |